# Huliginahole, Harihar
Huliginahole là một làng thuộc tehsil Harihar, huyện Davanagere, bang Karnataka, Ấn Độ.